# 符志洛
符志洛（1924年11月—2014年1月24日），中国海南文昌人，人民解放军军事将领。
早年参加琼崖纵队，担任股长。第二次国共内战期间，历任琼崖纵队第九团政委。中华人民共和国成立后，担任海南军区政治部组织部副部长，四十三军政治部干部处处长，132师385团政委、师副政委，广州军区生产建设兵团第四师政委、兵团政治部副主任，海南军区政治部副主任，通什军分区政委，海南军区副政委等职。